# Château Pastur
Le château Pastur (ou « château de la Comté ») est un château de style classique situé sur le territoire de la ville belge de Jodoigne, dans la province du Brabant wallon. 
Le château, qui fait actuellement office d'hôtel de ville, tire son nom de la famille Pastur, propriétaire durant cinq générations durant les XIXe et XXe siècles.

## Localisation
Le château Pastur est situé avenue des Déportés, au centre de Jodoigne, à 200 m au sud de la Grand-Place et de la chapelle Notre-Dame-du-Marché.

## Histoire
La seigneurie du comté de Duras fut rattachée en 1184 aux terres du duché de Brabant, le duc Henri Ier de Brabant aurait construit entre 1209 et 1229 un château dont certains vestiges subsistent apparemment dans l'aile sud des écuries. L'endroit était gardé par un donjon ou par un château, qui disparut en majeure partie en 1578, incendié lors de la guerre de Quatre-Vingts Ans durant les guerres de Religion et qui fut remplacé par une bâtisse de caractère résidentiel entre 1614 et 1623 par Édouard de Cocquiel, receveur des domaines de Jodoigne et Hannut. En 1730, le château, qui était devenu la propriété du comte Jean-Englebert de Romrée en 1729, fut largement transformé sous la direction probable de l'architecte Verreucken.
En 1849, Philippe-Joseph Pastur (1777-1861), notaire à Lathuy décida avec son épouse Clémence Jenar (1885-1860) de racheter le château de Jodoigne au marquis Théodore d'Yves de Bavay (1797-1884). Il fut renommé château Pastur en l'honneur de son nouveau propriétaire et resta dans sa descendance jusqu'à ce que les quatre enfants de Jacques Pastur (1911-1969), dernier châtelain de Jodoigne, décidèrent de vendre le château à la commune de Jodoigne. Philippe-Joseph Pastur mourut le 12 juin 1861 au château Pastur à Jodoigne, laissant son héritage à ses sept enfants dont son fils aîné Justinien-Jean Pastur (1806-1887) qui hérita du château et de ses terres.

## Statut patrimonial
Le château fait l'objet d'un classement au titre des monuments historiques depuis le 25 novembre 1971. Après avoir abrité un pensionnat et la direction d'un établissement scolaire, le château accueille actuellement l'hôtel de ville de Jodoigne ainsi que la bibliothèque communale.

## Architecture
Le château est entouré d'un parc auquel on accède par un portail cintré édifié en pierre de Gobertange,.
Le château présente un plan en forme de L comprenant :
- au nord, une aile de style classique, en pierre de Gobertange, datée de 1730[5] ;
- à l'ouest, une aile mêlant le style classique et le style médiéval.

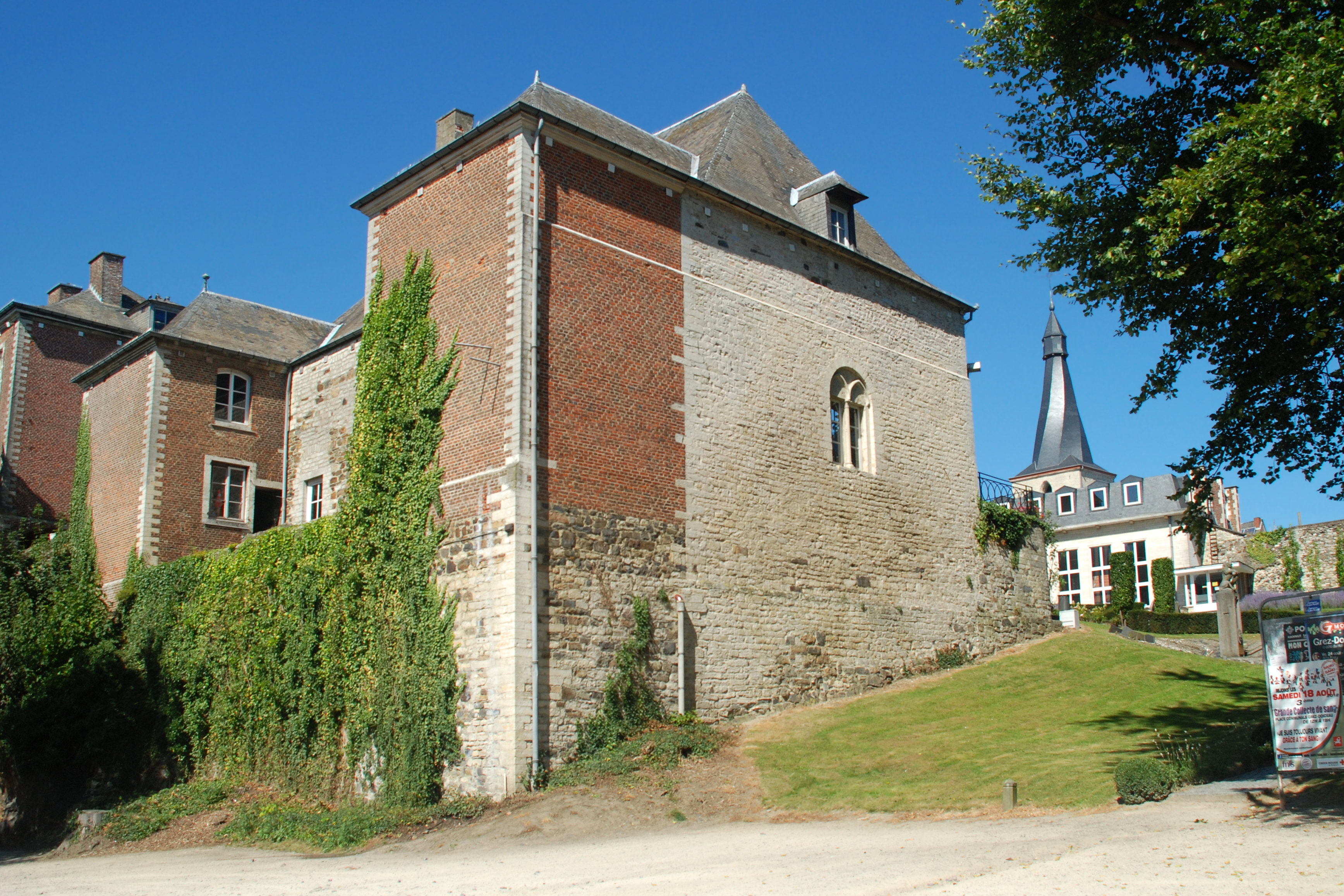
Vestiges médiévaux de l'aile ouest.
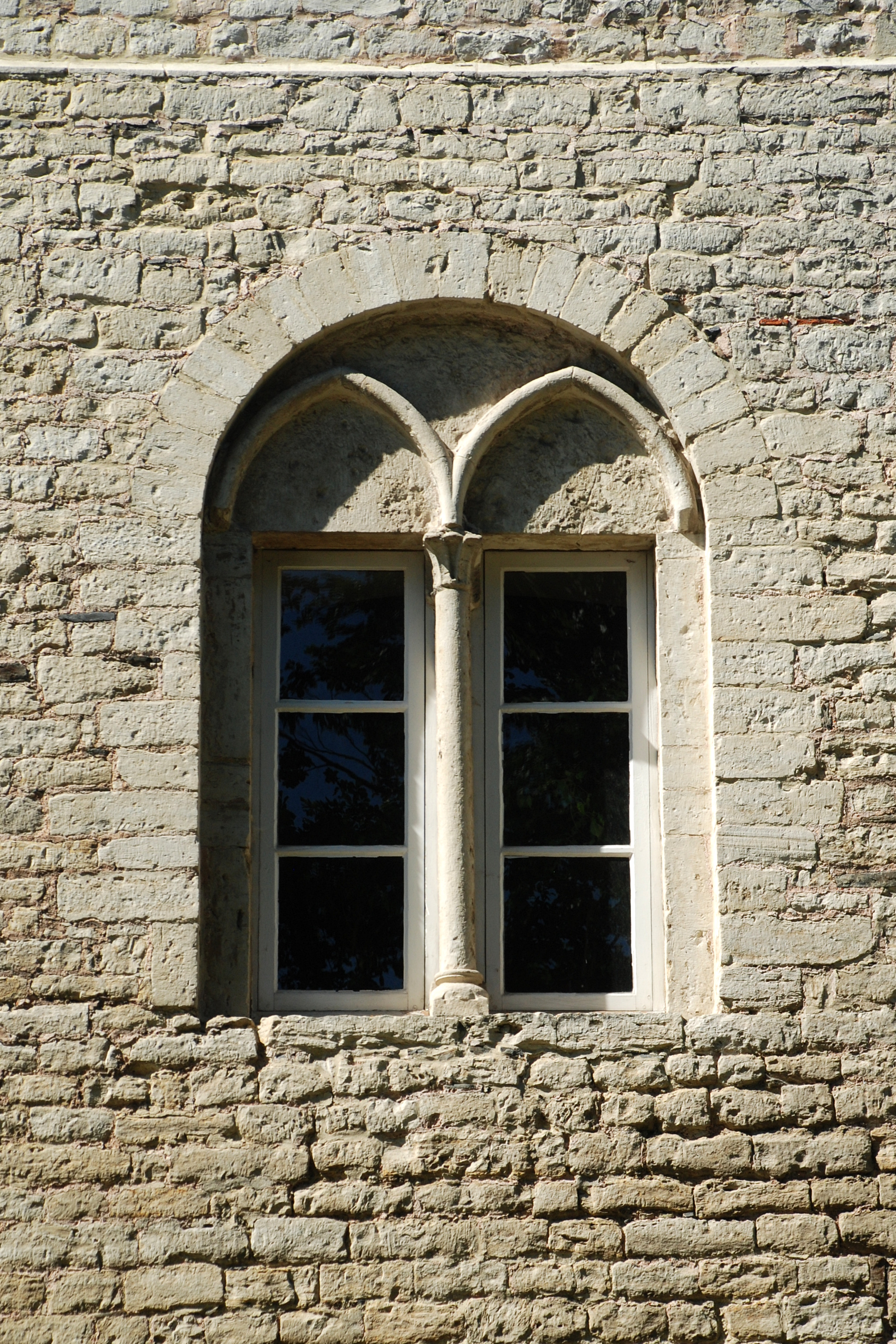
Fenêtre ogivale de l'aile ouest.
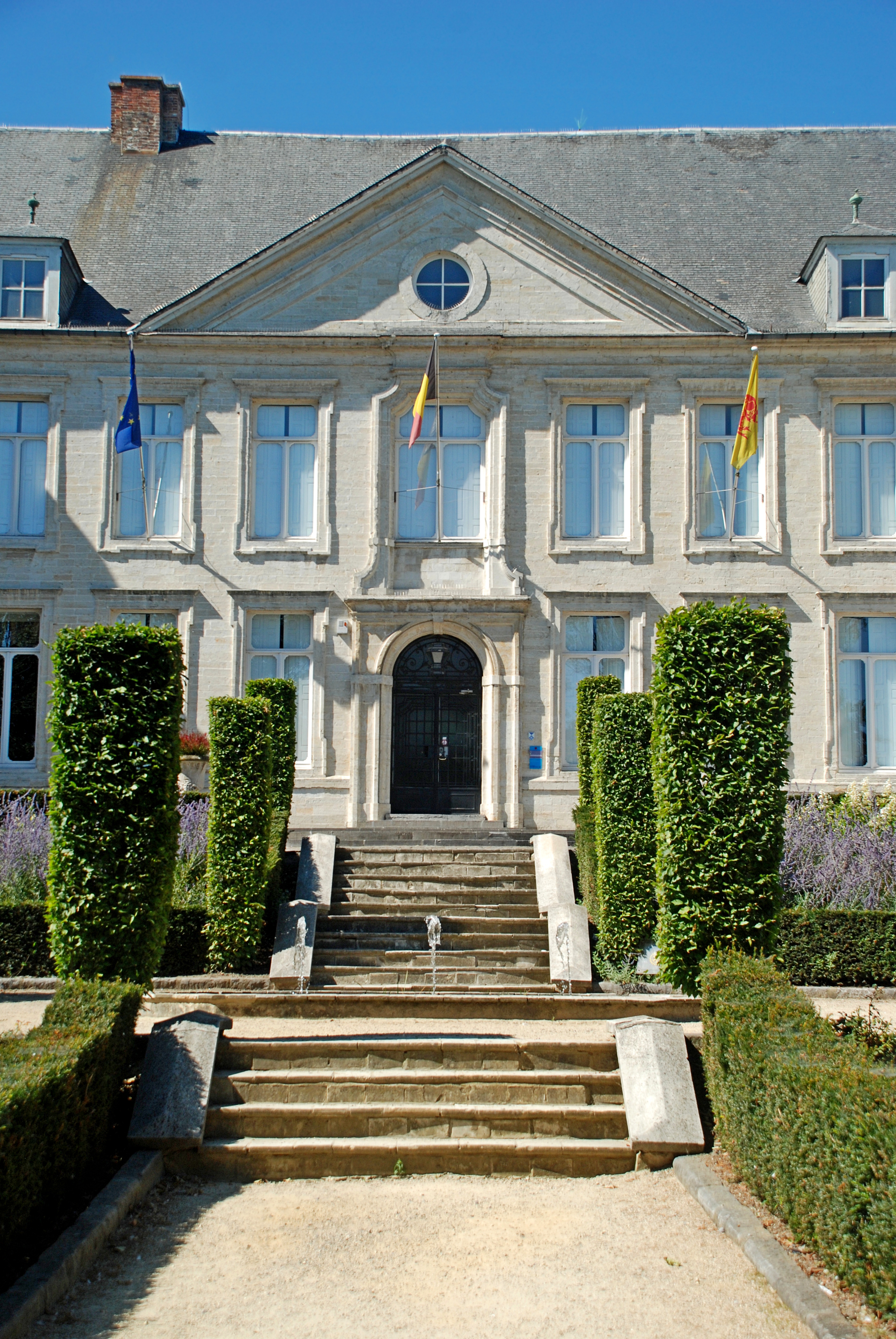
Avant-corps de style classique.
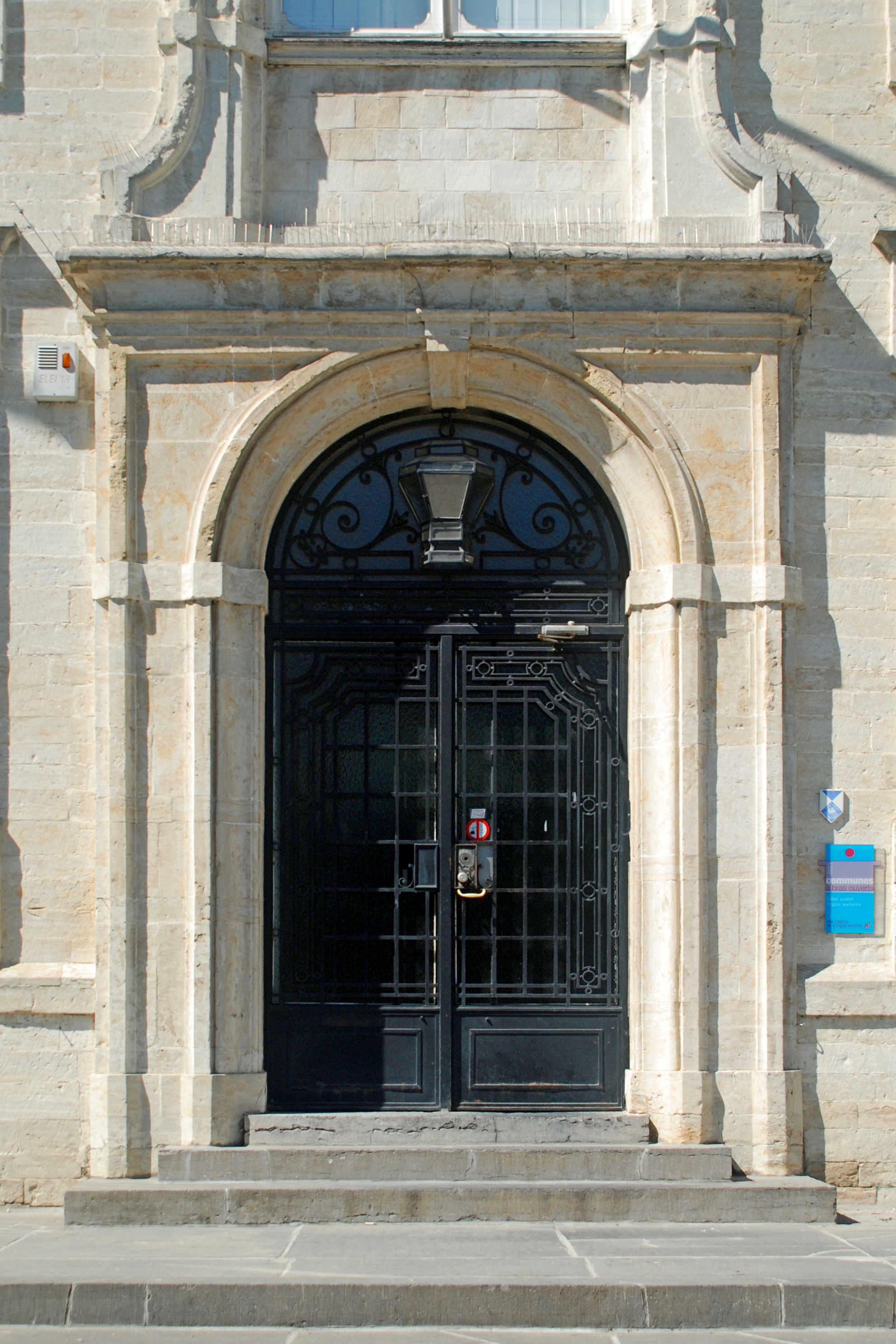
Portail.
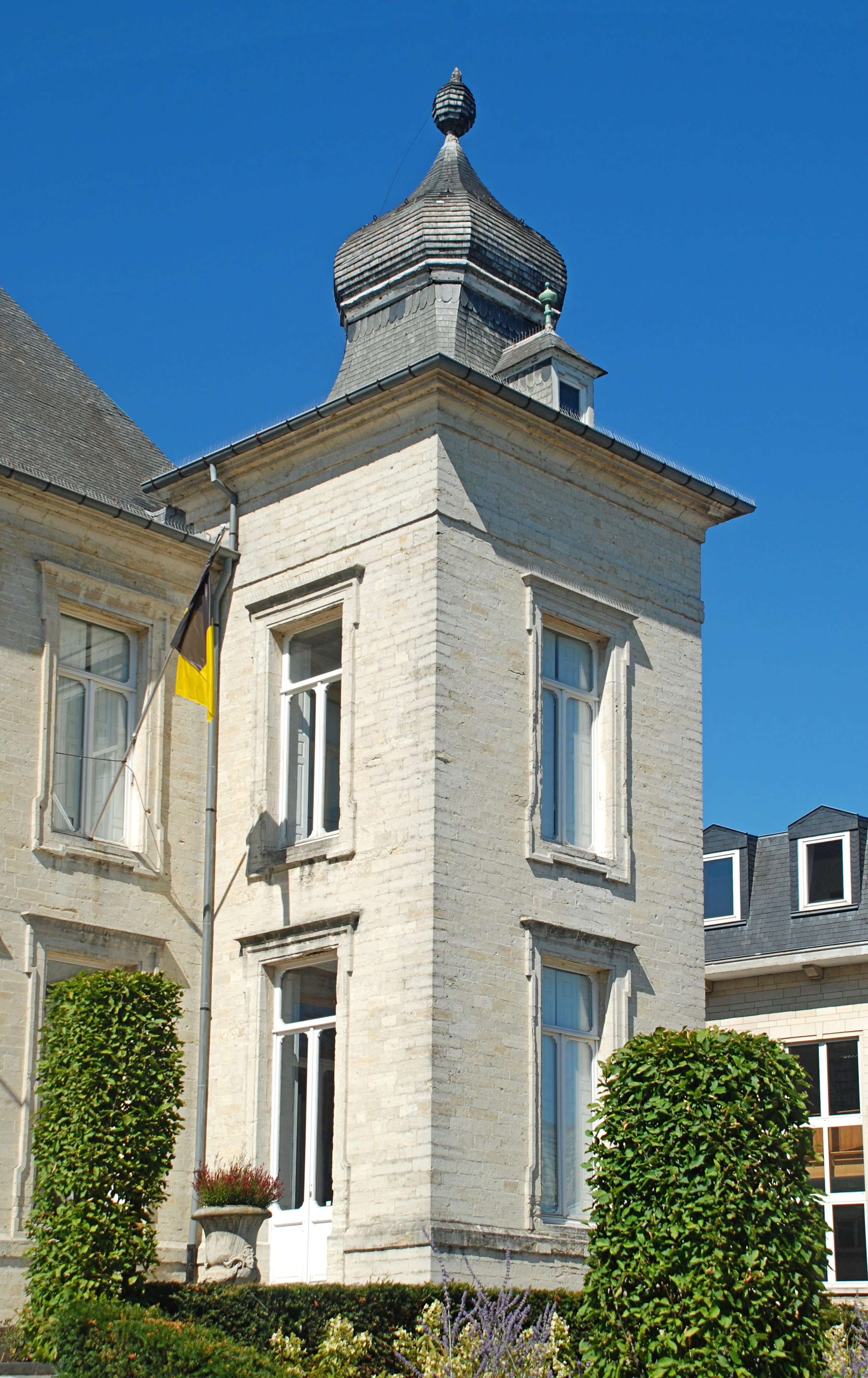
Tour de droite.